# Joris Pijs
Joris Pijs (Groninga, 2 aprile 1987) è un canottiere olandese.

## Biografia
Agli europei di Montemor-o-Velho 2019 è salito sul secondo gradino del podio con Paul Drewes, terminando la gara del due senza pesi leggeri dietro ai francesi Fabien Tilliet e Jean-Christophe Bette.
Ai mondiali di Plovdiv 2012 ha vinto l'argento nel due senza pesi leggeri, con Arnoud Greidanus, terminando alle spalle dell'imbarcazione italiana di Luca De Maria e Armando Dell'Aquila.
Ha rappresentato i Paesi Bassi ai Giochi olimpici estivi di Rio de Janeiro 2016 nel quattro senza pesi leggeri, dove si è piazzato 11º con Björn van den Ende, Tim Heijbrock e Jort van Gennep.

## Palmarès
- Mondiali

Plovdiv 2012: argento nel 2 senza pesi leggeri;
- Europei

Montemor-o-Velho 2010: argento nel 2 senza pesi leggeri;